# SNCF Réseau
SNCF Réseau es el administrador de infraestructuras ferroviarias de Francia.  
Se creó en 1997 como Réseau Ferré de France (RFF, Red Ferroviaria Francesa en francés), responsable del mantenimiento, el desarrollo, la coherencia y la valorización de la infraestructura ferroviaria francesa, heredando toda la infraestructura de la Sociedad Nacional de Ferrocarriles Franceses, pero, debido a las directivas europeas que obligan a que las grandes empresas ferroviarias nacionales gestionen de forma independiente la infraestructura y la operación de los trenes que circulan por ella, el 1 de enero de 2015, RFF se convirtió en SNCF Réseau para administrar las infraestructuras, mientras que la operativa rodante se traspasó a SNCF Mobilités, ambas empresas bajo el control de SNCF.